# Gioielliere

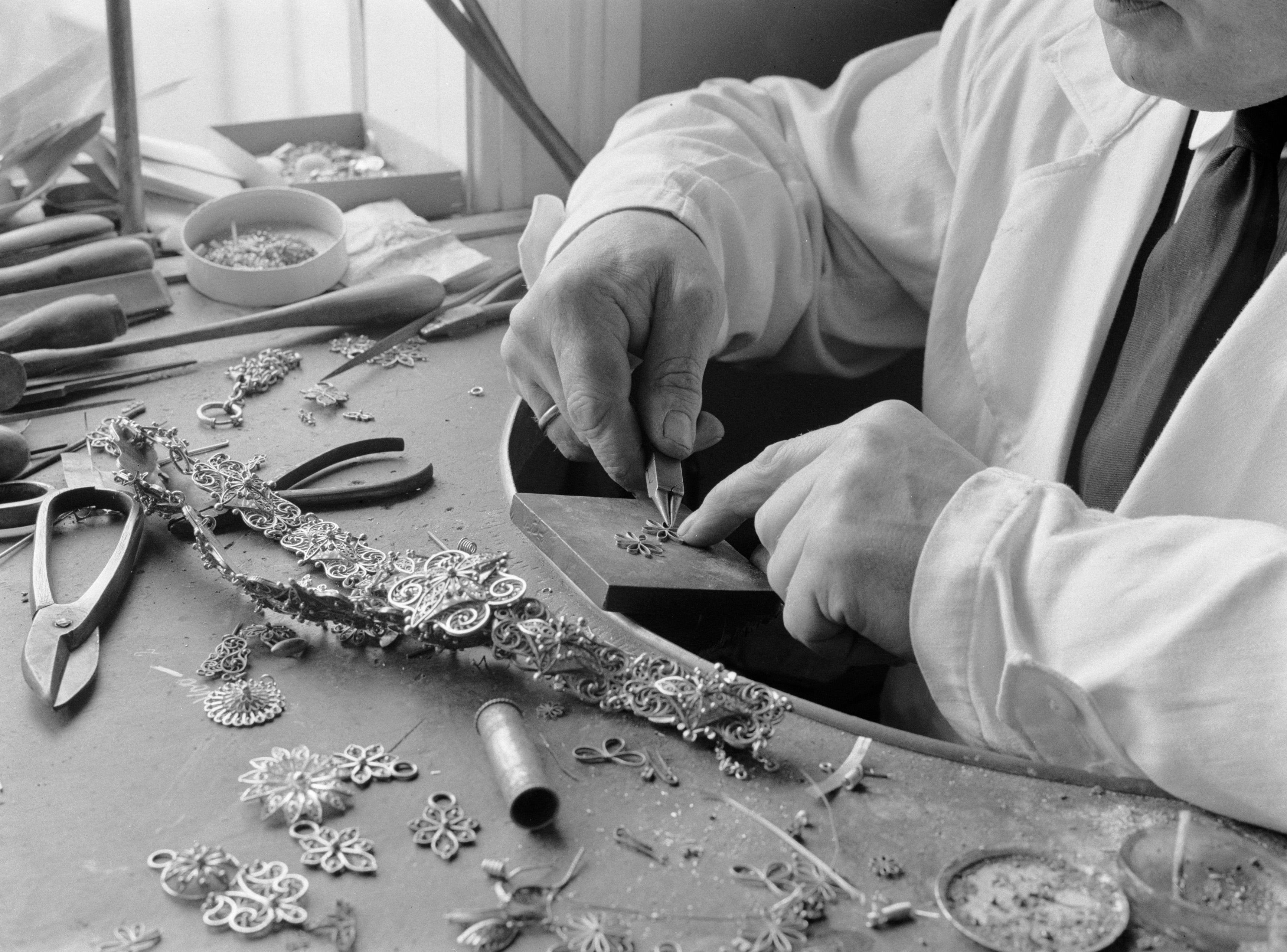
Un gioielliere al lavoro (1934)

Il gioielliere è quel lavoratore che si dedica alla produzione e/o al commercio della gioielleria.

## Storia
Si hanno testimonianze dell'attività era già dall'età antica, gli artigiani specializzati nella gioielleria cominciarono a fare oggetti nel 7000 a.C., quando l'oro cominciò a essere scolpito per adornare le persone. 

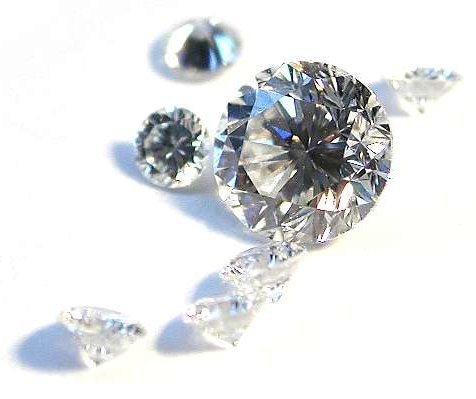
Alcuni diamanti.

## Attività
L'artigiano che si occupa della produzione di gioielli svolge un mestiere antico che continua a essere praticato ed esistono moltissimi gioiellieri al mondo. Il prezzo dei loro manufatti non può certo essere competitivo con i gioielli fatti dall'ausilio delle macchine industriali, ma tali prodotti sono molto apprezzati per la loro unicità, varietà e bellezza: infatti i più talentuosi artigiani sono considerati artisti. Molti artisti gioiellieri sono ricordati nelle varie enciclopedie generaliste in tutte le lingue del mondo, inoltre su enciclopedie specializzate sono elencati molti altri valenti artigiani, che hanno lasciato opere di notevole valore dunque contese dai collezionisti di antiquariato, disposti a spendere cifre enormi durante le aste di Christie's, Sotheby's, ecc.
Il commerciante, che si occupa della vendita di oggetti in oro, argento, pietre preziose (sfuse o incastonate in anelli, bracciali, collier o collane), orologi di valore, bomboniere, lavora in un negozio chiamato gioielleria. Operando con beni dall'elevato valore, è spesso vittima di rapine.

## Specialità
I gioiellieri possono essere versatili ossia dedicarsi a lavorare pezzi di oro, argento, platino, diamanti, ecc. oppure si specializzano in una o due attività quindi sono pure definiti:
- orafo
- argentiere
- diamantaio
- gemmologo
- glittico
- medaglista
- cesellatore
- incastonatore
- lapidario
- incisore
- bulinista
- niellatore